# Jardin botanique Jean-Marie-Pelt
 (août 2025).

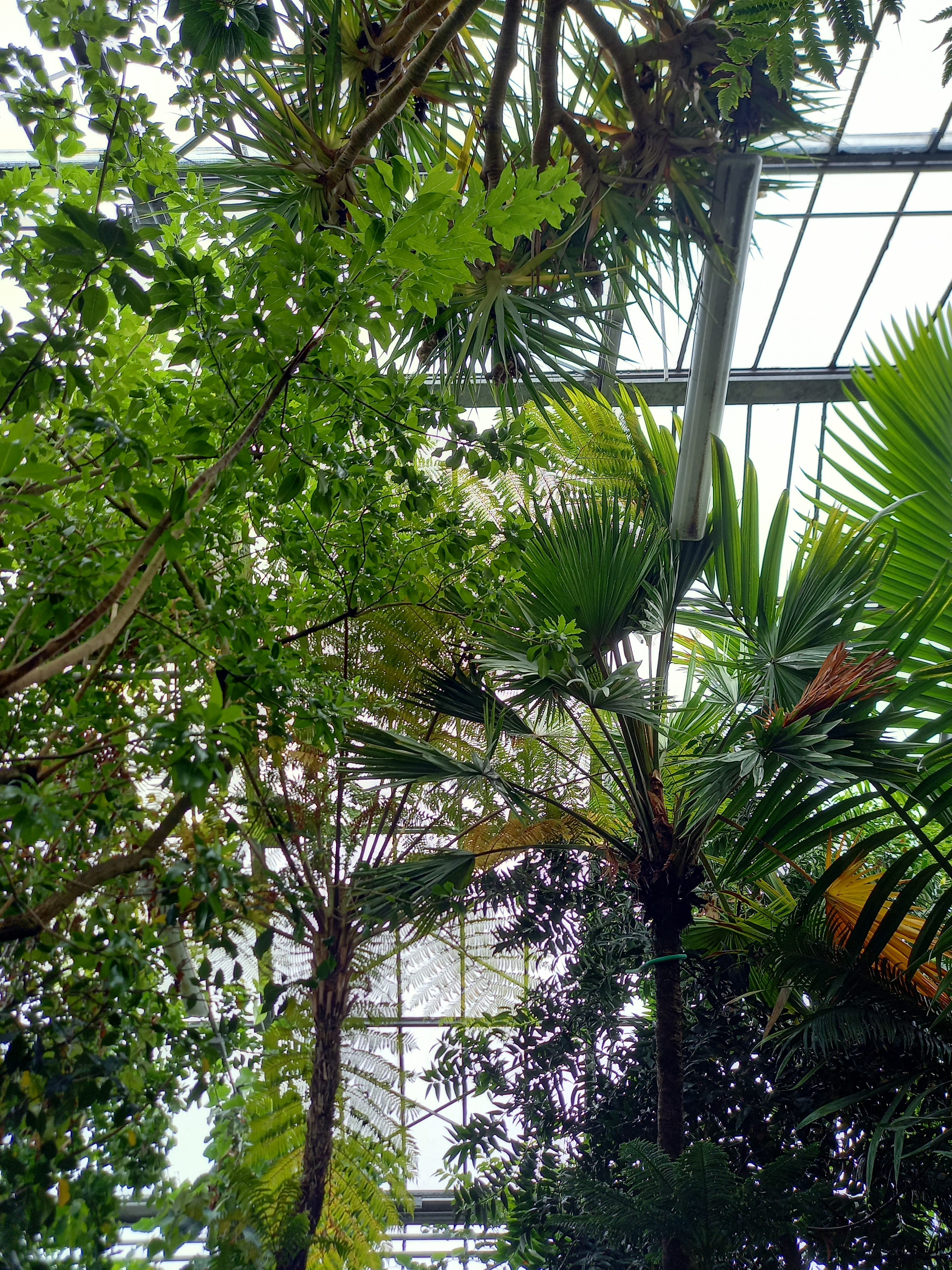
Serre tropicale

Le jardin botanique Jean-Marie-Pelt, anciennement jardin botanique du Montet, est un jardin botanique situé à Villers-lès-Nancy, en périphérie de Nancy, en Lorraine. Il est cogéré par la Métropole du Grand Nancy et l'Université de Lorraine au sein des Jardins botaniques du Grand Nancy et de l'Université de Lorraine.
C'est aujourd'hui l'un des plus grands jardins botaniques de France. Il comporte 2 500 m2 de serres tropicales, 25 ha  de collections et plus de 12 000 espèces du monde végétal.
Le jardin est également membre du réseau de l'association des Jardins botaniques de France et des pays francophones.
L'établissement a trois missions essentielles :
- la conservation du patrimoine végétal ;
- l'éducation à l'environnement et la diffusion de la culture scientifique et technique ;
- le soutien à la recherche.

## Situation
Le jardin botanique Jean-Marie-Pelt est sis pour l'essentiel sur la commune de Villers-lès-Nancy, mais empiète en lisière sur le territoire de Vandœuvre-lès-Nancy.

## Administration
Avec le jardin d'altitude du Haut Chitelet, dans les Vosges, le jardin Jean-Marie-Pelt fait partie depuis 1976 des Jardins botaniques du Grand Nancy et de l'Université de Lorraine.

## Historique
Il a été inauguré en 1975 et a été labellisé « jardin remarquable » en 2004 lors de la création de ce label,.
Le jardin, qui portait le nom de l'ancienne commune du Montet où il était situé, a été renommé en l'honneur du botaniste Jean-Marie Pelt (1933-2015) à l'occasion de la cérémonie du 23 avril 2016.

## Collections

### Les serres tropicales

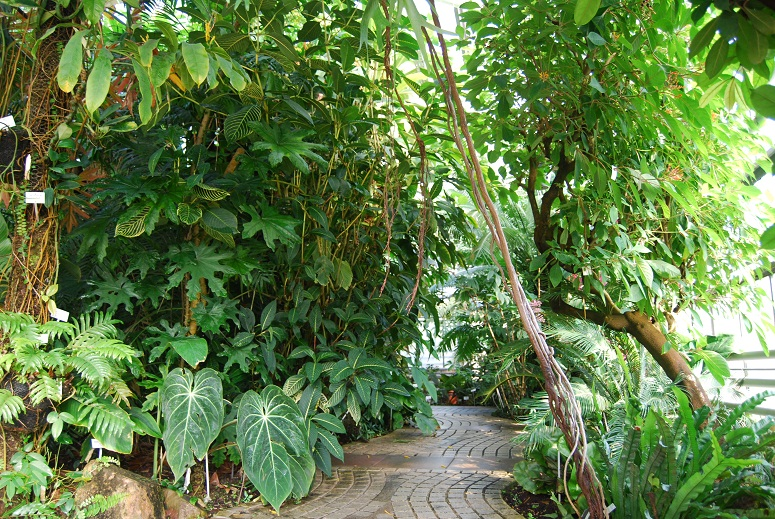
La grande serre tropicale.

Le bâtiment des serres tropicales se compose d'une salle à expositions temporaires et de 7 grandes serres ayant pour thématiques : 
- Palmarium et plantes menacées.
- Végétation des milieux arides.
- Forêt tropicale humide.
- Plantes utilisées par l'Homme.
- Plantes aquatiques et épiphytes.
- Galerie des lianes.
- Relations plantes et animaux.
- Plantes carnivores.

### Les collections tempérées
Les nombreuses collections de pleine terre, accessibles gratuitement, sont réparties sur l'entièreté du jardin extérieur : 
- Jardin de l'évolution : avant les plantes à fleurs
- Jardin de l'évolution : les plantes à fleurs
- Jardin au naturel
- Histoire des plantes cultivées
- Patrimoine horticole lorrain
- Potager ornemental
- Écosystèmes lorrains
- Alpinum
- Verger conservatoire
- Arboretum
- Vallon des rhododendrons
- Forêt de bambous
- Jardin des fleurs
- Plantes médicinales
- Jardins des roses
- Prairie lorraine
- Dune
- Forêt lorraine
- Agrumes

### Collections remarquables

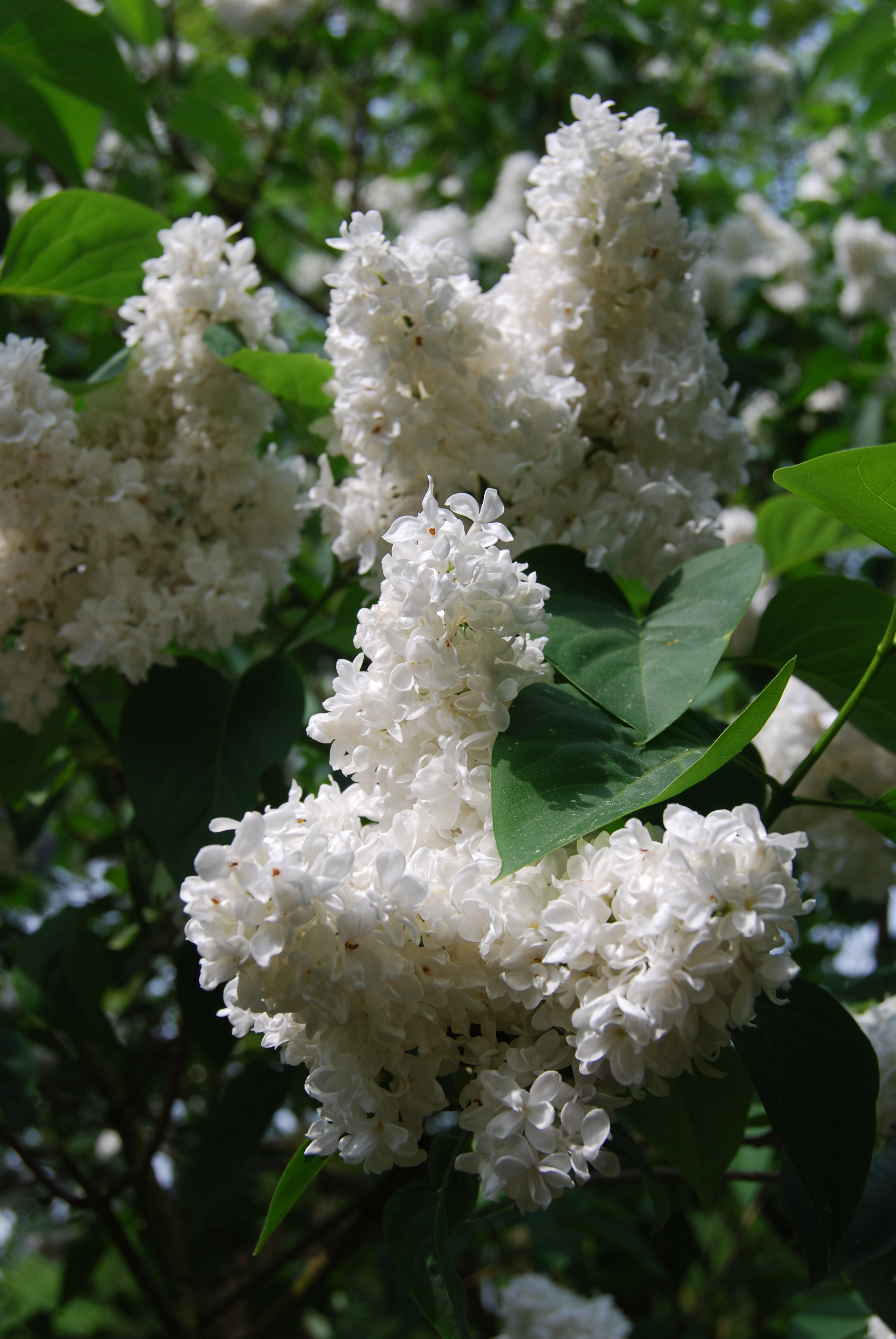
Lilas Mme Lemoine.

Parmi les collections des Jardins botaniques du Grand Nancy et de l'Université de Lorraine, cinq d’entre elles, exceptionnelles, sont labellisées par le Conservatoire des collections végétales spécialisées (CCVS) :
- les aracées tropicales : 900 accessions (550 espèces),
- les fougères tropicales : 300 accessions (250 espèces),
- les plantes myrmécophiles : 170 accessions (150 espèces),
- les plantes carnivores : plus de 700 accessions (550 espèces),
- les obtentions des horticulteurs lorrains : 393 accessions (356 cultivars).

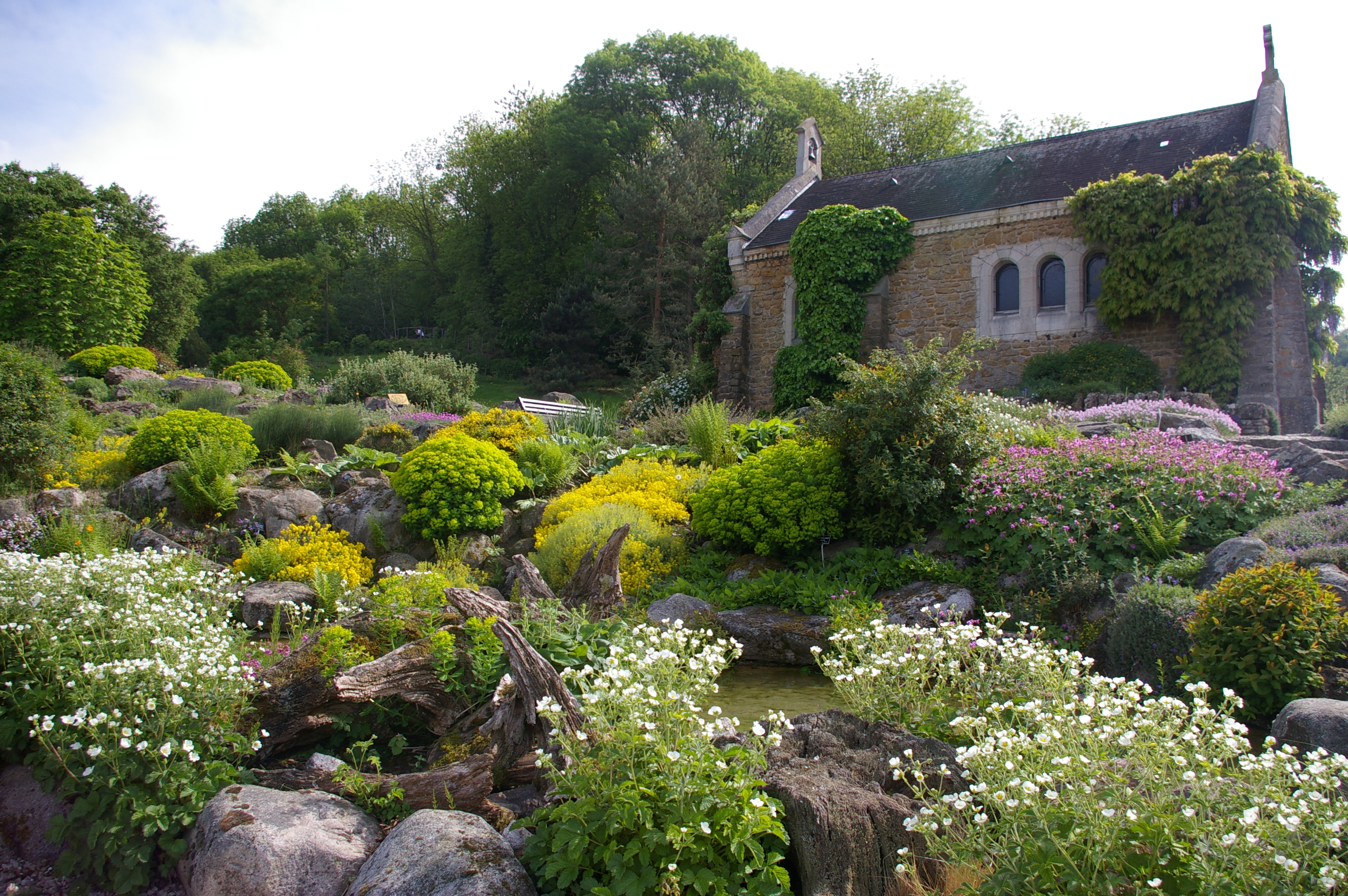
Alpinum.

### Les herbiers
Constitué en majorité des collections de la Faculté des sciences et de la Faculté de pharmacie, l'Herbier NCY - Herbier des Jardins botaniques du Grand Nancy et de l'Université de Lorraine - est le témoin des travaux scientifiques nancéiens, voire lorrains dans le domaine de la botanique. Plus de 300 000 planches d’herbiers (phanérogames et cryptogames) datant du XVIIe siècle à nos jours y sont conservées.
- Les herbiers historiques
  - Herbier de la Flore de France de Dominique-Alexandre Godron
  - Herbier général dont les principaux collecteurs sont (liste non exhaustive) : B. Balansa, A. & R. Balay, Berlandier, P. C. Billot, H. Blanchet, P. E. Boissier, E. Bourgeau, E. Briard, F. A. Camus, Ch. Claire, A. Coppey, Demangeon, H. Delamare, V. Desnos, D. Dietrich, F. Dozy, F. F. Drege, m. C. Durieu de Maisonneuve, C. F. Ecklon, Edme, P. Endress, F. Fautrey, C. Flagey, fric, Ch. Gerard, J. Godfrin, D.-A. Godron, A.Y. Grevillius, F. J. Harmand, T. Von Heldreich, H. Henrich, l. Hedouville, Henry, R. F. Hohenacker, P. T. Husnot, C. G. T. Kotschy, R. Lienhart, R. Maire, A. F. Malbranche, Ch. Manoury, Martin, J.-M. Molkenboer, A. Monnier, C. J. Moser, A. Mougeot, J.-B. Mougeot, F. W. Noë, D. Perrin, T. Puel, G. L. Rabenhorst, H. G. L. Reichenbach, G. F. Reuter, N. Riehl C. Roumeguere, M. Petitmengin, E. Prager, Salle, P. Salzmann, G. H. W. Schimper, F. W. Schultz, F. W. Sieber, Joseph-François Soleirol, H.-F. Soyer-Willemet, Vincent, R.-G. Werner, Ph. Wirtgen, etc.
- Les herbiers contemporains
  - Herbier des plantes en culture dans les serres tropicales et les collections de pleine terre des Jardins botaniques du Montet (54) et du Haut Chitelet (88)
  - Herbier des plantes de Lorraine

L'Herbier NCY est inscrit dans le projet E-ReColNat.

### La bibliothèque
La bibliothèque est constituée de plus de 10000 ouvrages, 2000 volumes de périodiques, une centaine d’abonnements et quelques DVD.
Le fonds documentaire couvre entre autres des domaines tels que l’horticulture, la botanique, la biologie végétale et l’arboriculture.
La bibliothèque fait partie du réseau des Bibliothèques associées à l’Université de Lorraine. Il existe un catalogue commun accessible en ligne,.

## Architecture
Le pavillon d'accueil du jardin, en bois et en verre, a été réalisé en 2005 sur les plans de l'architecte Christophe Presle,.
Dans le jardin se trouve la chapelle Sainte-Valérie (48° 39′ 35,2″ N, 6° 09′ 13″ E) qui surplombe l'alpinum. Elle a été érigée au XVIe siècle en l'honneur de Valérie Geoffroy, soit par son père Jean Geoffroy, soit par son époux Antoine Champier (fils de Symphorien Champier et filleul du duc Antoine de Lorraine). C'est une dépendance du château du Montet situé en lisière du jardin.

## Galerie

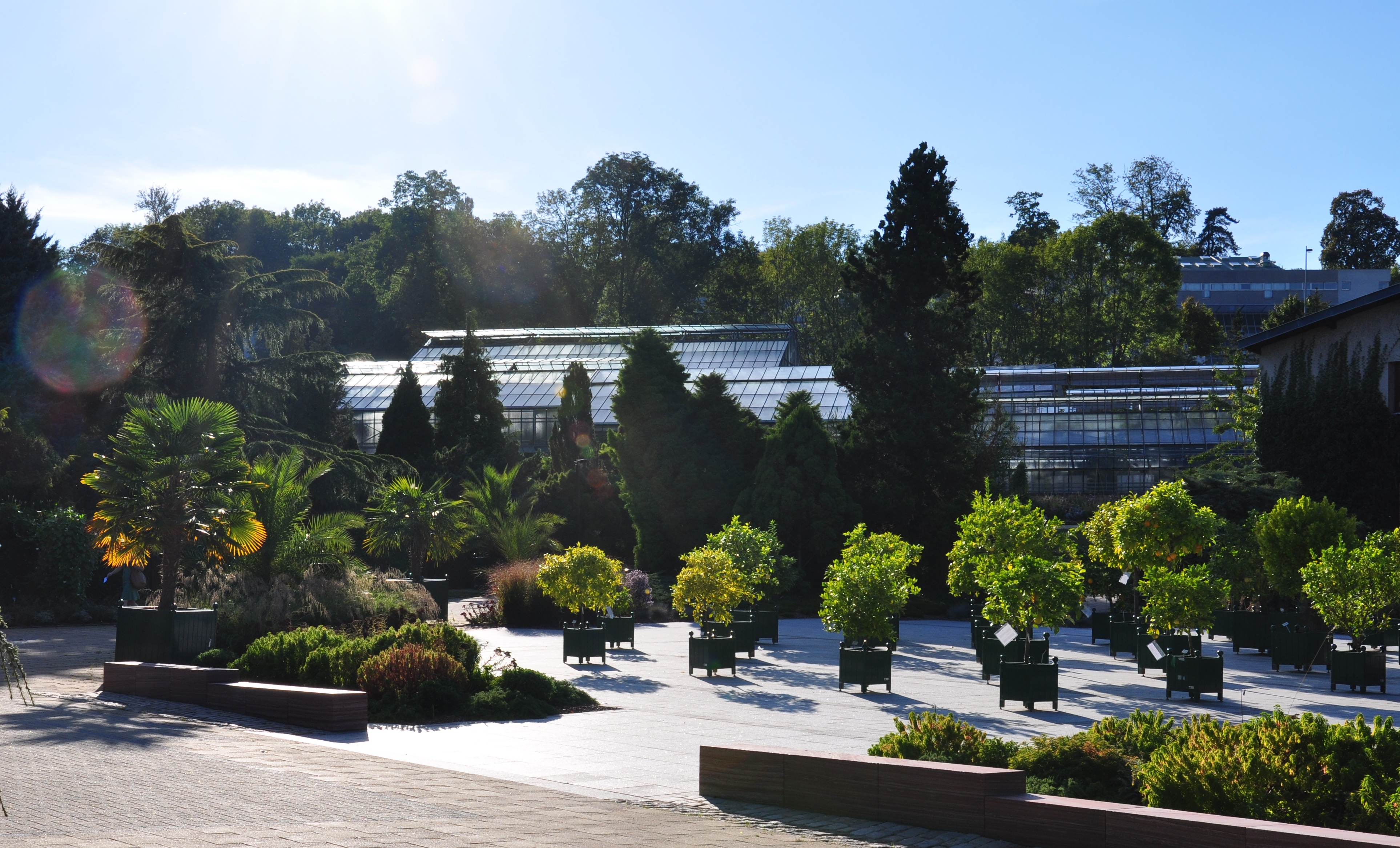
Les serres du jardin botanique du Montet
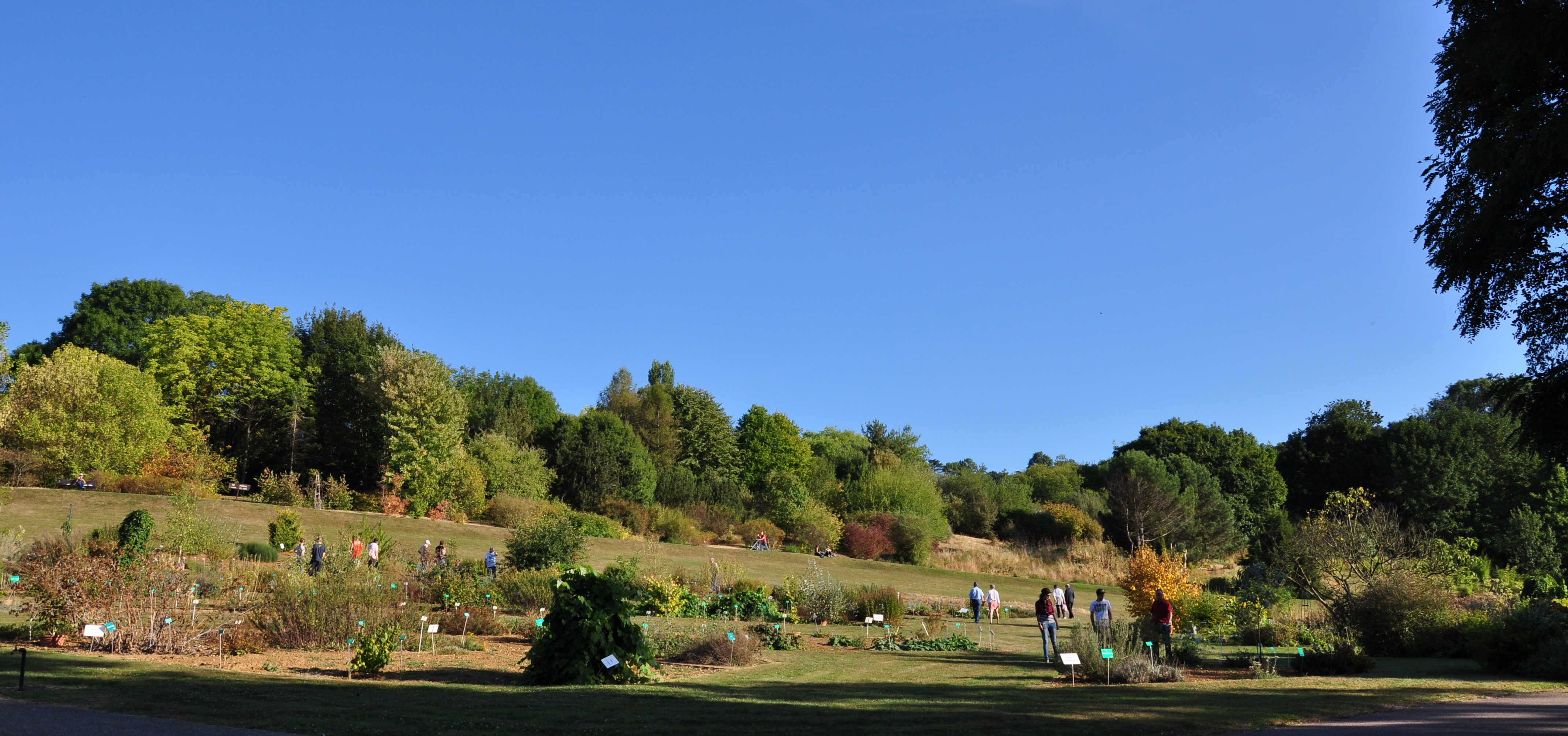
Vue panoramique du jardin
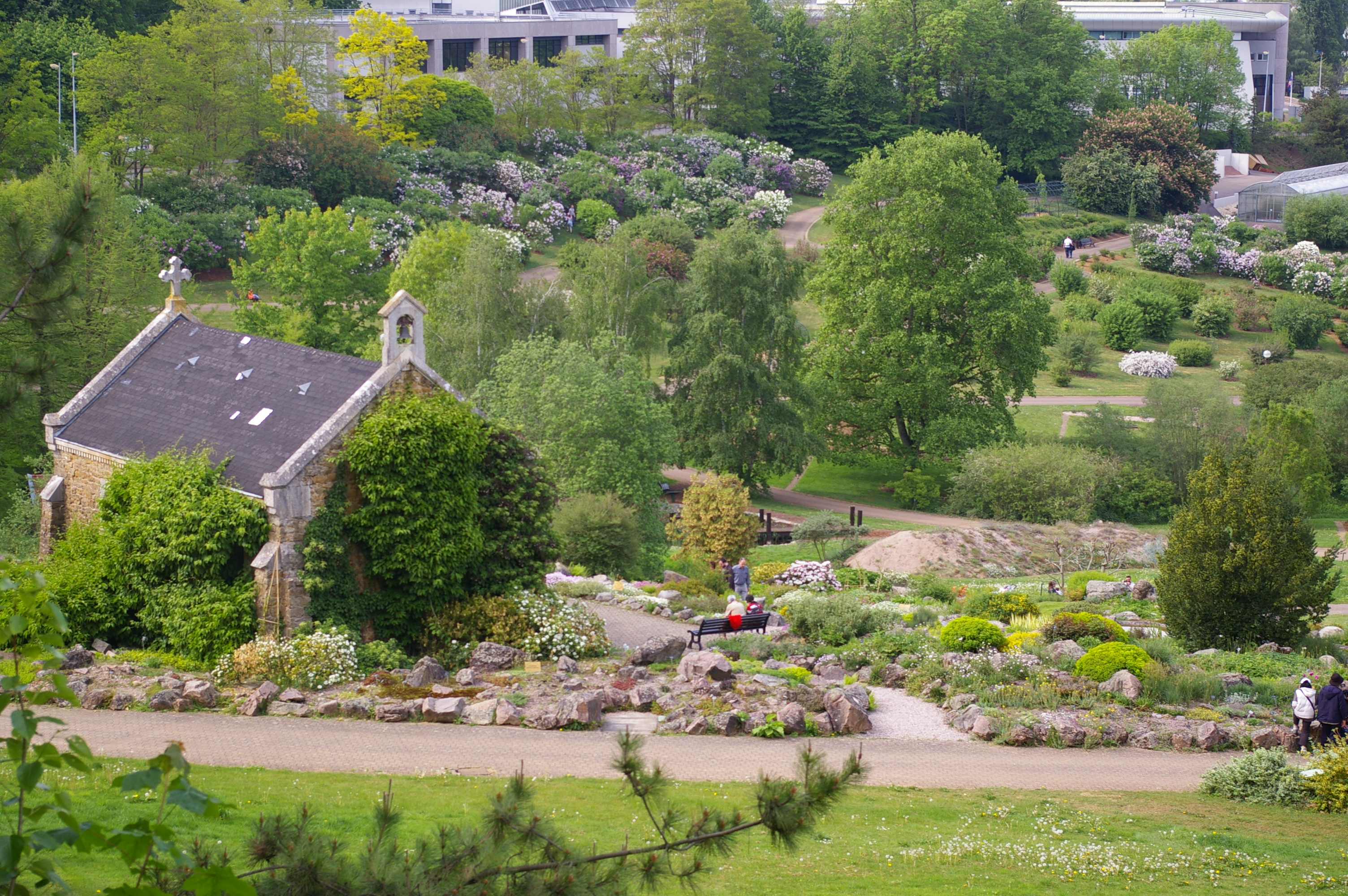
Jardin botanique du Montet
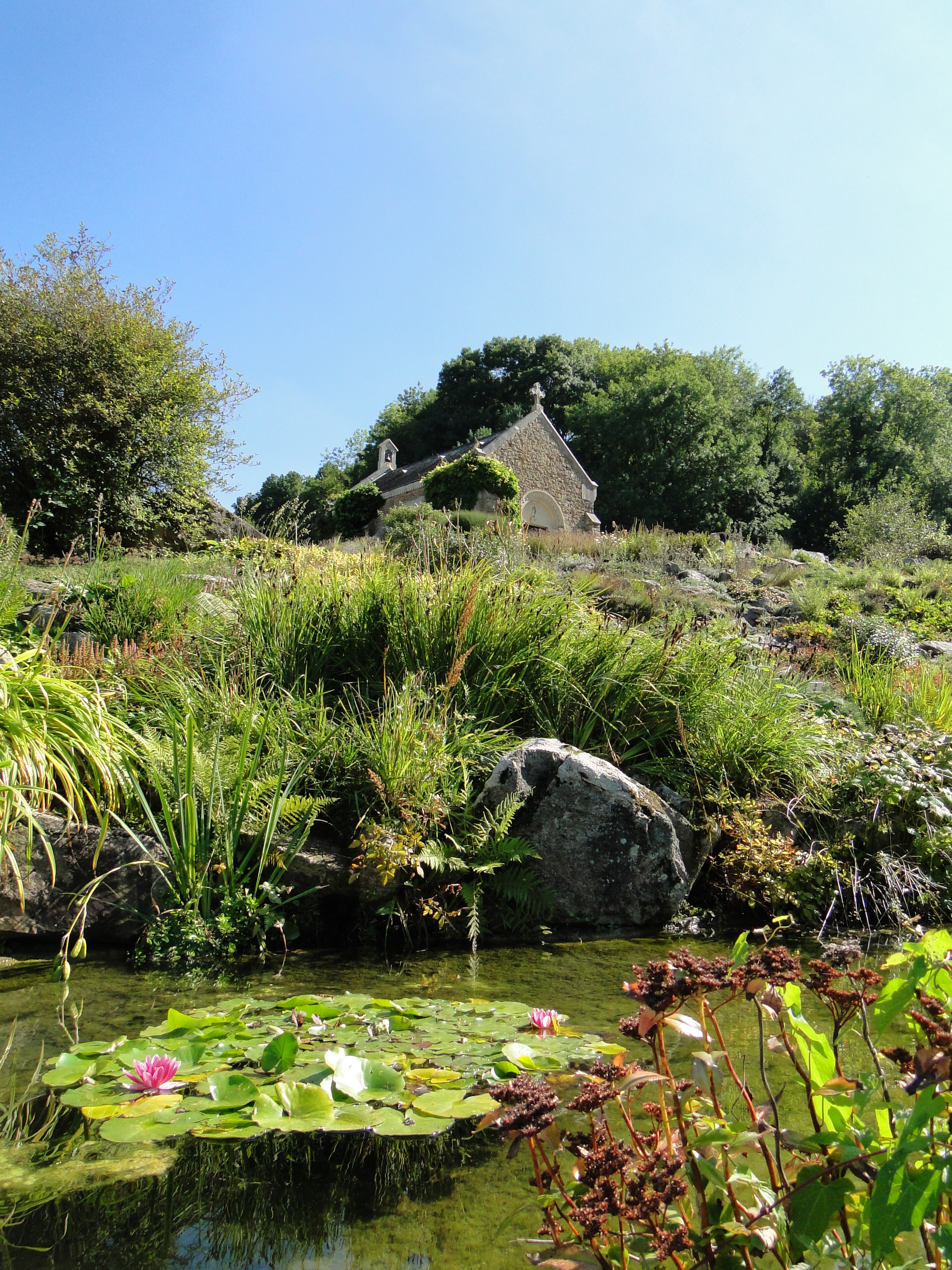
Vue sur la chapelle Sainte-Valérie et sur l'alpinum
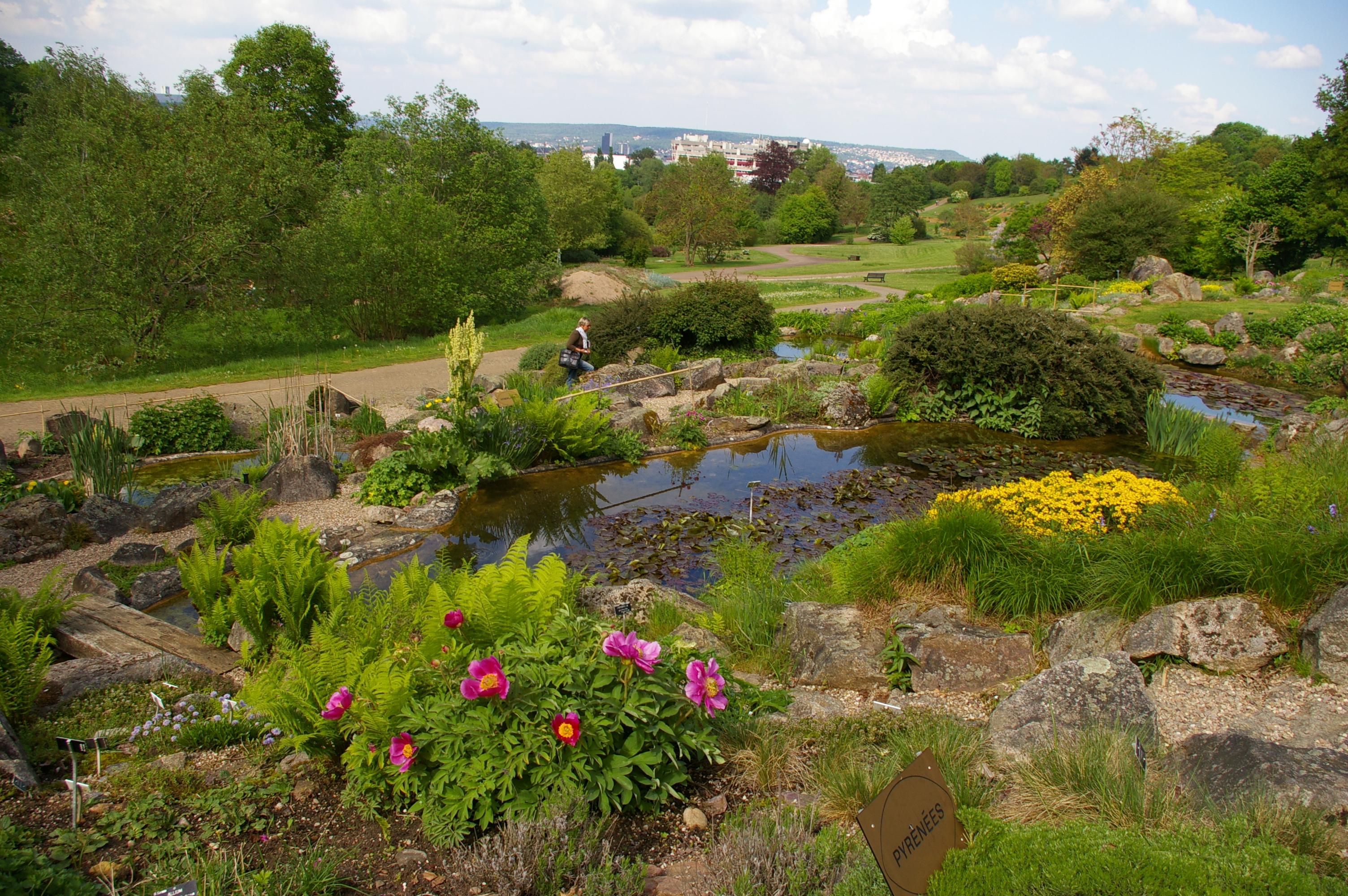
Jardin botanique du Montet